# Cornel West
Cornel Ronald West (ur. 2 czerwca 1953 w Tulsie) – amerykański filozof, wykładowca i działacz społeczny.

## Życiorys
Urodził się 2 czerwca 1953 w Tulsie w Oklahomie, w rodzinie cywilnego pracownika sił powietrznych Stanów Zjednoczonych oraz nauczycielki, a później dyrektorki szkoły. Wychował się w afroamerykańskiej robotniczej dzielnicy w Sacramento, gdzie przeniosła się jego rodzina. Na jego rozwój w młodości wywarł wpływ miejscowy kościół baptystyczny, dzięki któremu słyszał historie potomków niewolników, a także działalność lokalnego oddziału Czarnych Panter, za których pośrednictwem poznał dzieła Karla Marksa. Po trzech latach studiów na Uniwersytecie Harvarda, w wieku dwudziestu lat uzyskał z oceną magna cum laude tytuł Bachelor of Arts w dziedzinie języków bliskowschodnich oraz literatury. Następnie studiował filozofię na Uniwersytecie w Princeton, gdzie istotny wpływ wywarł na niego pragmatyzm Richarda Rorty’ego. W Princeton uzyskał tytuł Master of Arts, a w 1980 roku obronił tam doktorat. W przeciągu lat wykładał filozofię, religię i studia afroamerykańskie na różnych amerykańskich uniwersytetach. W 1998 roku objął stanowisko profesora na Uniwersytecie Harvarda, z którego odszedł w 2002 roku po konflikcie z nowym rektorem uczelni Lawrence’em Summersem. Od 2002 roku pracuje w Zakładach Studiów Afrykańskich i Afroamerykańskich na Uniwersytecie w Princeton.
W swojej eklektycznej i często prowokacyjnej twórczości porusza tematy rasy, klasy i sprawiedliwości przyjmując punkt widzenia łączący socjaldemokrację i chrześcijańską moralność. Utrzymuje, iż podział rasowy w amerykańskim społeczeństwie sprzyja ubóstwu, paranoi i braku zaufania, które podważają procesy demokratyczne. Jego sposób wypowiedzi bywa przyrównywany do kazania pastora baptystycznego. Do najważniejszych publikacji Westa należy zbiór esejów Race Matters (1993), w którym opisuje m.in. wszechobecną rozpacz i nihilizm szerzące się wśród ubogich Afroamerykanów, relacje między Afroamerykanami i Żydami, krytykuje strategie obrane przez afroamerykańskich działaczy oraz komentuje współczesne wydarzenia związane z rasą. Książka szybko zyskała status bestselleru.
Poza działalnością akademicką West angażuje się także w demonstracje i protesty. Wykorzystuje wiele kanałów komunikacji, by dotrzeć ze swoim przekazem do różnych odbiorców, podtrzymując dziedzictwo Martina Luthera Kinga. Jest częstym gościem takich programów telewizyjnych, jak Bill Maher Show, CNN, C-SPAN, czy PBS TV Show. Jego działalność, w tym wystąpienia obejmujące publiczne odczyty, zyskały mu status rozpoznawanego intelektualisty. Wystąpił w ponad 25 dokumentach i filmach, a jego debiutem filmowym była rola członka rady w obrazie Matrix Reaktywacja. Nagrał także kilka płyt ze słowem mówionym. Na płycie Never Forget (2007) współpracował m.in. z Princeʼem, Jill Scott, Andrém 3000, czy Talibem Kwelim.

## Wybory prezydenckie 2024
5 czerwca 2023 roku Cornel West ogłosił swój start w wyborach prezydenckich w Stanach Zjednoczonych w 2024 roku, z ramienia People's Party. 13 czerwca ogłosił, że zamiast tego będzie startował w prawyborach Partii Zielonych, starając się o nominację jako ich kandydat w wyborach prezydenckich, ze względu na większe możliwości i dostęp do instytucji wyborczych. Później jednak wycofał się ze startu z Zielonymi, na rzecz startu jako kandydat niezależny. Widniejący w oświadczeniu powód mówi, że "woli skupić się na ludziach niż na dynamikach wewnątrzpartyjnych".

## Wybrana twórczość

### Publikacje
- 1989: The American Evasion of Philosophy: A Genealogy of Pragmatism
- 1991: The Ethical Dimensions of Marxist Thought
- 1993: Beyond Eurocentrism and Multiculturalism
- 1993: Keep Faith
- 1993: Race Matters
- 1995: Jews and Blacks: Let the Healing Begin (wraz z Michaelem Lernerem)
- 2004: Democracy Matters: Winning the Fight Against Imperialism
- 2009: Brother West: Loving and Living Out Loud (wraz z Davidem Ritzem)

### Nagrania
- 2001: Sketches of My Culture
- 2007: Never Forget: A Journey of Revelations

Źródło.